# Lebanon (Tennessee)
Lebanon – miasto w Stanach Zjednoczonych, w stanie Tennessee, w hrabstwie Wilson. Według danych z 2000 roku miasto miało 21 178 mieszkańców.